# Jeux de la Commission de la jeunesse et des sports de l'océan Indien 1999
Navigation
Jeux 1995 Jeux 2001
Les Jeux de la Commission de la jeunesse et des sports de l'océan Indien 1999, deuxième édition des Jeux de la Commission de la jeunesse et des sports de l'océan Indien, ont eu lieu du 11 août 1999 au 16 août 1999 aux Seychelles.